# Ям (Каринский сельсовет)
Ям — упразднённая деревня в Александровском районе Владимирской области России.

## География
Урочище находится в северо-западной части области, в зоне хвойно-широколиственных лесов, на правом берегу реки Пичкуры, на расстоянии примерно 6 километров (по прямой) к юго-западу от города Александрова, административного центра района. Абсолютная высота — 150 метров над уровнем моря.

### Климат
Климат характеризуется как умеренно континентальный, с умеренно тёплым летом, холодной зимой, короткой весной и облачной, часто дождливой осенью. Среднегодовая температура воздуха — +3,4 °C. Годовое количество атмосферных осадков — 549 миллиметров, из которых большая часть выпадает в тёплый период.

## История
В «Списке населенных мест Владимирской губернии по сведениям 1859 года» населённый пункт упомянут как владельческое сельцо Александровского уезда, расположенная при реке Печкуре, в 11 верстах от уездного города. В сельце насчитывалось 49 дворов и проживало 327 человек (153 мужчины и 174 женщины).
По состоянию на 1905 год, в Яме имелось 56 дворов и проживало 375 человек. В административном отношении деревня входила в состав Александровской волости.
В советское время входила в состав Каринского сельсовета Александровского района. Упразднена решением облисполкома № 319 от 16 мая 1986 года как фактически не существующая.